# Girolamo dai Libri
Girolamo dai Libri, född omkring 1474, död 2 juli 1555, var en veronesisk målare och miniatyrist.

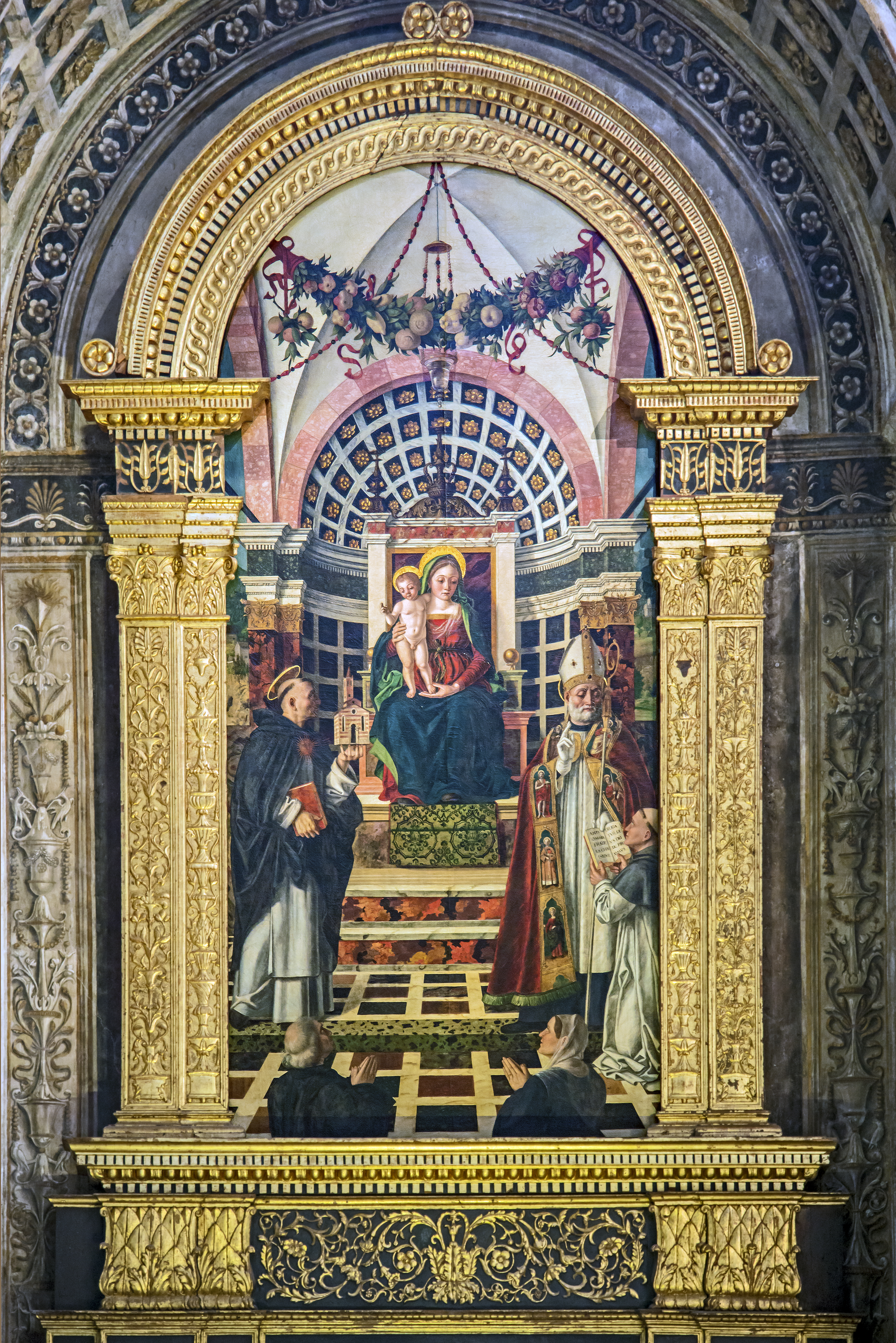
Madonna in trono fra i santi Tommaso e Agostino, Sant'Anastasia (Verona)

Girolamo dai Libri tog intryck av Mantegna och utförde altarbilder för Veronas kyrkor, bland annat Tronande madonna i San Giorgio. Genom inskription säkra miniatyrer av hans hand är ej kända, men man tillskriver honom några illustrerade psaltare och andra andaktsböcker. Girolamo dai Libri är representerad i Londons och Berlins konstmuseer.